# Parafia Nawiedzenia Najświętszej Maryi Panny w Wożuczynie
Parafia Nawiedzenia Najświętszej Maryi Panny w Wożuczynie – parafia rzymskokatolicka znajdująca się w dekanacie Tomaszów-Północ, w diecezji zamojsko-lubaczowskiej. 
Do parafii należą wierni z następujących miejscowości: Czartowczyk, Michalów-Kolonia, Kozia Wola, Kraczew, Michalów, Siemierz, Siemnice, Sosnowa-Dębowa, Wożuczyn, Wożuczyn-Cukrownia, Zwiartówek.
Liczba mieszkańców: 3800.